# Sarvadaman Chowla
Sarvadaman D. S. Chowla (né le 22 octobre 1907 à Londres et mort le 10 décembre 1995 à Laramie, dans le Wyoming) est un mathématicien indien qui a travaillé en théorie des nombres, analyse et combinatoire.

## Biographie
Chowla est né à Londres quand son père Gopal Chowla, ultérieurement professeur à Lahore, est étudiant à l' Université de Cambridge. Chowla retourne en Inde avec sa famille, où il étudie au Government College (en) de Lahore, avec un master en 1928. Il continue ses études à l'université de Cambridge, où il obtient un doctorat en 1931 sous la direction de John Edensor Littlewood,:594. Chowla enseigne à diverses universités en Inde : Collège Saint-Étienne à Delhi, Université hindoue de Bénarès à Varanasi, Andhra University (en) à Visakhapatnam ; de 1936 à 1947, il est président de la faculté de mathématiques au Government College à Lahore:594. Pendant la période de troubles en liés à la partition de l'Inde en 1947 qui prennet des formes violentes au Pendjab, il part aux États-Unis. Il séjourne jusqu'en 1949 à l'Institute for Advanced Study, puis il est professeur à l'Université du Kansas à Lawrence. En 1952 il change pour l'université du Colorado à Boulder. À partir de 1963 et jusqu'à son éméritat en 1976, il est professeur à l'université d'État de Pennsylvanie.

## Travaux
Chowla a publié une grande quantité de travaux, notamment en théorie additive des nombres (problème de Waring, partitions), théorie analytique des nombres (fonction zêta de Riemann, fonction zêta d'Epstein, fonction L de Dirichlet), formes quadratiques, corps de classes de divers corps de nombres, nombres de Bernoulli, équations diophantiennes, intégrales elliptiques, carrés latins, sommes trigonométriques, conjecture de Chowla. Certains résultats portent son nom, comme le théorème de Bruck-Chowla-Ryser (1950) en théorie des bloc design et plans projectifs finis, obtenu avec Herbert Ryser et Richard Bruck et la congruence d'Ankeny-Artin-Chowla sur le nombre de classes de corps quadratiques, le théorème de Chowla-Mordell, la formule de Chowla-Selberg et la suite de Mian-Chowla.
Parmi ses coauteurs il y a Harold Davenport, Emil Artin et Nesmith Ankeny (de), Atle Selberg, Helmut Hasse, Louis Mordell, Thoralf Skolem, Paul Erdős, Marshall Hall, Gorō Shimura, Hans Zassenhaus, Richard Brauer. Il compte parmi ses étudiants en thèse John Friedlander, l'historien en mathématiques Sanford L. Segal (1937-2010), ou Ram Prakash Bambah (né en 1925), qui a travaillé en géométrie des nombres et a été professeur à l'université du Panjab à Chandigarh.

## Prix et distinctions
Chowla était membre de l'Académie indienne des sciences et était titulaire de l'ordre du Padma Bhushan. Il était membre honoraire de l'Académie de Norvège et membre de la London Mathematical Society. En 1950, il était conférencier invité Congrès international des mathématiciens à Cambridge (Massachusetts) et en 1962 il était conférencier au ICM à Stockholm (« Elementary remarks on the zeta function of an algebraic variety »). En 1982, il reçoit la médaille Srinivasa Ramanujan de l'Académie indienne des sciences.

## Publications
- James Huard et Kenneth Williams (éditeurs), Collected Papers of S. Chowla, Montréal, 2000.
- Sarvadaman Chowla, The Riemann Hypothesis and Hilberts Tenth Problem, New York, Routledge, 1965.